# 6's to 9's
6's to 9's is een nummer van de Amerikaanse producer Big Wild uit 2020, met vocalen van de Britse zanger Rationale. Het is afkomstig van Big Wilds debuutalbum Superdream.
"6's to 9's" gaat over het gevoel dat de hele wereld op zijn kop staat als je verliefd bent. Big Wild heeft gezegd dat het een van zijn persoonlijke favoriete nummers is op zijn album Superdream. Het nummer bereikte alleen de hitlijsten in Nederland, waar het de 12e positie haalde in de Tipparade. Desondanks werd het er wel een radiohit.